# Џејмс Макдивит
Џејмс Олтон "Џим" Макдивит (енгл. James Alton "Jim" McDivitt; Чикаго, 10. јун 1929 — Тусон, 13. октобар 2022) био је амерички пилот, инжењер, астронаут. Изабран је за астронаута 1962. године.
Пре него што је изабран за астронаута, летео је као борбени и тест пилот у Америчком ратном ваздухопловству. Након завршене летачке обуке, летео је у 145 борбених мисија током Корејског рата. Летео је на F-80 Шутинг старовима и F-86 Сејбровима. Након завршетка факултета, упућен је у елитну школу за пробне пилоте АРВ у ваздухопловној бази Едвардс, Калифорнија, одакле излази као тест пилот и бива упућен у опитни ваздухопловни центар, где лети на разним типовима авиона, између осталих на F-104 Старфајтеру, с могућношћу да постане део пилотског кора у оквиру North American X-15 програма.
Након што је селектован од стране НАСА, летео је два пута у свемир и први је амерички астронаут који је командовао свемирском мисијом као почетник. Реч је о мисији Џемини 4, током које Едвард Вајт постаје први Американац у отвореном свемиру, јуна 1965. Други пут лети у својству команданта мисије Аполо 9, марта 1969. године. Џејмс Макдивит је један од астронаута који су одбили могућност да полете на Месец, будући да му је понуђено место пилота лунарног модула на мисији Аполо 14, незванично најниже у хијерархији посаде. Сам Макдивит је истакао како је могао летети на Аполу 13 да је хтео, али будући да су ове две мисије због недовољне спремности Алана Шепарда замењене, нејасно је на коју је мисију Макдивит мислио.
Од 1969. до 1972. године био је менаџер Аполо програма. Пензионисао се у јуну 1972. године са чином бригадног генерала.
Први је римокатолик у свемиру. Током каријере је забележио преко 5.000 часова лета, од тога 3.500 на млазњацима. Провео је 14 дана у свемиру.
Средњу школу је завршио у граду Каламазу, Мичиген 1947. године. Две године је студирао на Џексон Џуниор колеџу, пре но је у јануару 1951. ступио у Ратно ваздухопловство САД. Дипломирао је ваздухопловну технику на Универзитету Мичиген 1959. године, као први у генерацији. Макдивит је у младости био члан Младих извиђача САД и имао је чин Tenderfoot Scout. Члан је неколико кућа славних и носилац бројних друштвених признања, цивилних и војних одликовања. .
Након пензионисања из Ваздухопловства и НАСА, радио је за компанију Consumers Power Company, где је имао извршне функције, да би потом прешао 1981. године у Роквел, одакле 1995. године одлази у пензију.
Преминуо је у сну, у 94. години, 13. октобра 2022. године, у свом дому у Тусону. Женио се два пута и имао четворо деце и двоје пасторчади.

## Галерија
- Макдивит у војној униформи, 1960-их
- Макдивит у опреми за лет Џеминија 4, 1965. године
- Макдивит (први здесна), Јуриј Гагарин (први слева) и Ед Вајт (трећи здесна), Париз, 1965. године

- Макдивит и Ед Вајт (десно), 1965. године
- Макдивит у опреми за лет Апола 9, 1969. године
- Макдивит током лета Апола 9, 1969. године
- Макдивит, 2009. године
- Макдивит, Скот и Швајкарт на педесетогодишњици Апола 9, 2019. године